# Locnville
Locnville é um duo de eletro hop sul-africano. Os gêmeos André e Brian Chaplin criaram o duo na Cidade do Cabo, África do Sul em 2009.

## Discografia
- Sun in My Pocket (2010)
- Love Rush (2010)
- Six Second to Poison (2010)